# Anton Cottier

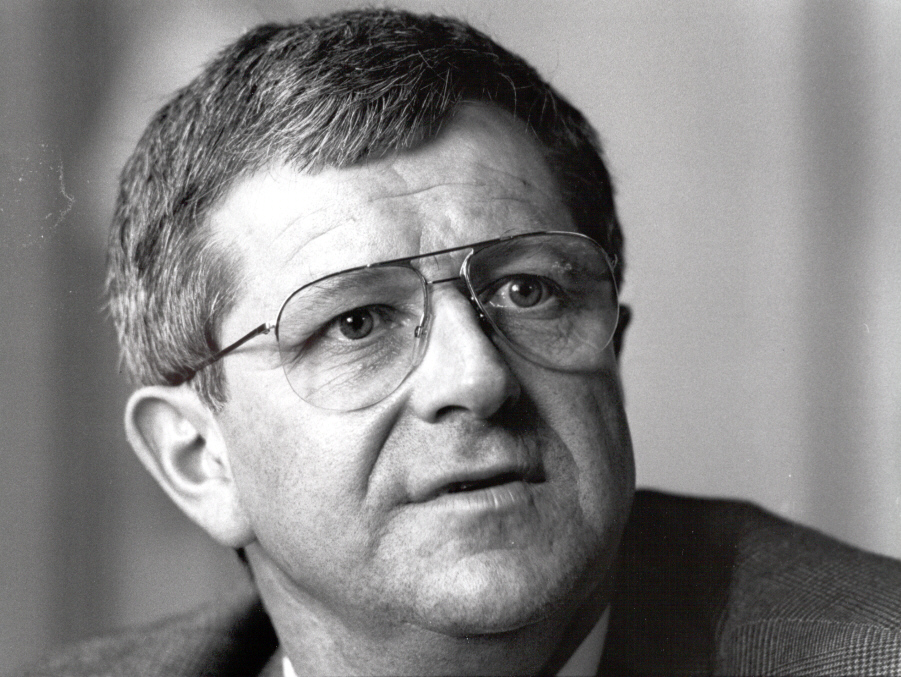
Anton Cottier (1994)

Anton Cottier (* 4. Dezember 1943 in Jaun; † 3. November 2006, heimatberechtigt in Jaun) war ein Schweizer Politiker (CVP).

## Biografie
Anton Cottier wurde am 4. Dezember 1943 in Jaun, der einzigen deutschsprachigen Greyerzer Gemeinde, geboren. Er wuchs zweisprachig, deutsch und französisch, auf. Seine Eltern waren Albert Cottier, Förster, und Lina geb. Vonlanthen, Wirtin. Sein Bruder Marius war Staatsrat des Kantons Freiburg, sein Cousin Max Aebischer war Freiburger Stadtamman, Staatsrat und Nationalrat. Nach seinem Jurisprudenzstudium an der Universität Freiburg ergriff Cottier 1973 den Beruf des Rechtsanwalts und trat im selben Jahr der Christlichdemokratischen Volkspartei (CVP) bei.
Seit dem 3. Juni 1977 war Cottier mit Danielle, geborene de Techtermann, verheiratet. Sie hatten drei Kinder.
Von 1977 bis 1984 war Cottier Präsident des  HC Fribourg-Gottéron. In dieser Zeit stieg der Klub von der 1. Liga in die Nationalliga A auf.
Die politische Laufbahn begann der CVP-Politiker im Jahr 1976, mit der Wahl in den Freiburger Grossen Rat des Kantons Freiburg. Von 1976 bis 1987 war er im Grossen Rat. Von 1987 bis 2003 war er im Ständerat, 2002 als dessen Präsident. Von 1982 bis 1991 gehörte Cottier ausserdem der Regierung der Stadt Freiburg an und stand dem Polizeidepartement vor. Von 1994 bis 1997 war er Präsident der CVP Schweiz.
Ende 2005 erkrankte Cottier an Leukämie, am 3. November 2006 erlag er seinem Krebsleiden.